# Église Sainte-Thérèse du Blanc-Mesnil
 (juin 2025).
L'église Sainte-Thérèse du Blanc-Mesnil située 52, rue Danielle-Casanova au Blanc-Mesnil est une église de Seine-Saint-Denis affectée au culte catholique.

## Historique
L'église est construite en 1965.
Depuis les années 60, comme le nombre de fidèles ne cesse de croître et que les conditions d'accueil nécessitent des aménagements, tant pour les séniors que pour les enfants, le diocèse de Saint-Denis lance un programme de travaux importants en juillet 2024,. En décembre 2024, grâce ainsi aux donateurs des Chantiers du Cardinal, une fois les travaux achevés, une nouvelle vie paroissiale peut commencer, le superviseur des travaux affirmant que l'essentiel est fait pour sauver le bâtiment et permettre le retour au culte et aux activités pour tous.

## Identité ecclésiale
L'église est gérée par le diocèse de Saint-Denis. Elle fait partie de la paroisse Sainte-Thérèse-et-Sacré-Cœur.

## Architecture
Construite en béton, elle est de plan rectangulaire et à toit plat, légèrement incliné sur la droite, sans clocher. Elle est éclairée par des vitraux abstraits. Une petite croix est fixée sur le côté gauche de la façade.

## Note et références

### Note
1. ↑  Ces travaux concernent l'accueil et l'accessibilité à tous pour pouvoir entrer dans l'église et participer aux activités paroissiales. Ils consistent en la création d'une rampe en béton permettant aux personnes à mobilité réduite d'accéder au porche puis à l'église, la modification de l'escalier d'accès à la salle de catéchisme d'une part, aux gaines de ventilation d'autre part, la rénovation et l'extension des sanitaires, la pose d'un grillage sur la clôture périphérique, l'installation d'un portillon de sécurité pour le retour du catéchisme des enfants, la création de places de parking pour les personnes à mobilité réduite, la mise aux normes des réseaux électriques, la sécurisation de l'accès à la mezzanine, l'adaptation de son garde-corps, la généralisation des marches contrastés dans les escaliers pour les déficients visuels.

## Source à exploiter
- Sainte Thérèse - 93150 LE BLANC MESNIL